# روبرت مور (سياسي أمريكي)
روبرت مور (بالإنجليزية: Robert Moore)‏ هو سياسي أمريكي، ولد في 2 أكتوبر 1781 ببنسيلفانيا في الولايات المتحدة، وتوفي في 2 سبتمبر 1857 بأوريغون في الولايات المتحدة. انتخب عضو مجلس نواب ولاية ميسوري.